# گود هوپ، جورجیا
گود هوپ (به انگلیسی: Good Hope) یک شهر در ایالات متحده آمریکا است که در شهرستان والتون، جورجیا واقع شده‌است. گود هوپ ۴٫۶ کیلومتر مربع مساحت و ۲۷۴ نفر جمعیت دارد و ۲۴۳ متر بالاتر از سطح دریا واقع شده‌است.